# Centaurea paui
Espèce
Centaurea paui est une espèce de plante à fleurs de la famille des Astéracées. Elle est dédiée au botaniste Carlos Pau Español (1857-1937).
C'est une plante herbacée.

### Sous le nomCentaurea paui
- (en) JSTOR Plants : Centaurea paui  (consulté le 17 août 2015)
- (en) Catalogue of Life : Centaurea paui Loscos ex Willd. (consulté le 22 décembre 2020)
- (en) NCBI : Centaurea paui (taxons inclus) (consulté le 17 août 2015)
- (en) Tropicos : Centaurea paui Loscos  (+ liste sous-taxons) (consulté le 17 août 2015)

### Sous le nomAcosta paui
- (en) JSTOR Plants : Acosta paui  (consulté le 17 août 2015)
- (en) Catalogue of Life : Acosta paui (Loscos ex Willk.) Fern.Casas & Susanna (Nom accepté: Centaurea paui  Loscos ex Willk.) Non Valide (consulté le 17 août 2015)
- (en) Catalogue of Life : Centaurea paui Loscos ex Willd. (consulté le 22 décembre 2020)
- (en) The Plant List : Acosta paui (Loscos ex Willk.) Fern.Casas & Susanna (Nom accepté: Centaurea paui  Loscos ex Willk.) Non valide  (source : Global Compositae Checklist) (consulté le 17 août 2015)
- (en) The Plant List : Centaurea paui Loscos ex Willk.  (source : Global Compositae Checklist) (consulté le 17 août 2015)